# Maya Le Clark
Maya Le Clark née le 28 mars 2011 à San Diego est une actrice  américaine. 
Elle devient connue en 2015 à seulement 4 ans pour avoir joué le rôle de Chloé Thunderman dans la série télévisée Les Thunderman qu’elle tient jusqu’en 2018.
En 2021, elle joue son premier rôle important au cinéma, celui de Cleo Cazo / Ratcatcher II dans le célèbre film The Suicide Squad buster
.

## Biographie
Maya Le Clark est née le 28 mars 2011 à San Diego, en Californie. Elle est la plus jeune fille de Jason Le Clark et Aimee Le Zakrewski Clark.
En 2015, elle a rejoint le casting dans la troisième saison de Les Thunderman, dans le rôle récurrent de Chloé Thunderman, la plus jeune fille de la famille Thunderman, avec le pouvoir de la téléportation et des bulles. Dans la quatrième saison, elle a été promue au personnage principal,,.
En 2019, elle obtient un rôle, pour un épisode de la saison 2 de L'École des chevaliers.
En 2023, elle apparaît dans le film en:The Thundermans Return en jouent le rôle de Chloé thundermans.

## Filmographie

### Cinéma
- 2021 : The Suicide Squad : Cleo Cazo / Ratcatcher II, jeune

- 2024 : The Thundermans Return : Chloé Thunderman

### Télévision
- 2015-2018 : Les Thunderman : Chloé Thunderman
- 2019 : L'École des chevaliers (Saison 2, épisode 3)
- depuis 2025 :  Les Thunderman - Undercover : Chloé Thunderman